# Ligat ha'Al 2023-2024
La Ligat ha'Al 2023-2024, anche nota come Ligat ONE ZERO 2023-2024 per motivi di sponsorizzazione, è stata l'82ª edizione della massima divisione del campionato israeliano di calcio, la 25ª dalla sua riforma del 1999, iniziata il 26 agosto 2023 e terminata il 25 maggio 2024
Il Maccabi Haifa è la squadra campione in carica, avendo vinto il titolo per la 15ª volta nella sua storia. Il titolo è stato vinto dal Maccabi Tel Aviv, che ha sollevato il trofeo per la ventiquattresima volta.
Il campionato è stato temporaneamente sospeso a causa della guerra Hamas-Israele del 2023.

## Stagione

### Novità
Dalla stagione precedente sono retrocesse le ultime due classificate, Ironi K. Shmona e Sektzia Ness Ziona, mentre dalla Liga Leumit sono state promosse Maccabi Petah Tiqwa, dopo una sola stagione in serie cadetta, e Hapoel Petah Tiqwa, dopo che l'ultima apparizione in massima serie era stata nella stagione 2014-2015.

### Formula
Le 14 squadre partecipanti giocano un girone all'italiana con partite di andata e ritorno, per un totale di 26 giornate.
Al termine della stagione regolare, le sei squadre classificatesi dal primo al sesto posto partecipano ai play-off per il titolo e per la qualificazione alle coppe europee; le otto squadre classificatesi dal settimo al quattordicesimo posto disputano, invece, i play-out per determinare le retrocessioni. Tanto nei play-off quanto nei play-out, le squadre partono con gli stessi punti ottenuti durante la stagione regolare e giocano gare di andata e ritorno, per un totale di 10 giornate.
La vincente del gruppo scudetto è campione di Israele e si qualifica per la UEFA Champions League 2024-2025, mentre la seconda e la terza classificata sono ammesse alla UEFA Conference League 2024-2025, insieme alla vincente della Coppa d'Israele (o alla quarta classificata, se la vincente della coppa è già qualificata alle competizioni europee.
Le ultime due squadre del girone retrocessione sono retrocesse in Liga Leumit 2024-2025.

## Squadre partecipanti
| Club                | Città       | Stadio               | Stagione precedente |
| ------------------- | ----------- | -------------------- | ------------------- |
| Ashdod              | Ashdod      | Stadio HaYud-Alef    | 6° in Ligat Ha'al   |
| Beitar Gerusalemme  | Gerusalemme | Stadio Teddy Kollek  | 8° in Ligat Ha'al   |
| Bnei Sakhnin        | Sakhnin     | Stadio Doha          | 9° in Ligat Ha'al   |
| Hapoel Be'er Sheva  | Be'er Sheva | Stadio Yaakov Turner | 2° in Ligat Ha'al   |
| Hapoel Gerusalemme  | Gerusalemme | Stadio Teddy Kollek  | 4° in Ligat Ha'al   |
| Hapoel Hadera       | Hadera      | Stadio Netanya       | 12° in Ligat Ha'al  |
| Hapoel Haifa        | Haifa       | Stadio Sammy Ofer    | 7° in Ligat Ha'al   |
| Hapoel Petah Tiqwa  | Petah Tiqwa | Stadio HaMoshava     | 2° in Liga Leumit   |
| Hapoel Tel Aviv     | Tel Aviv    | Stadio Bloomfield    | 10° in Ligat Ha'al  |
| Maccabi Bnei Reineh | Reineh      | Green Stadium        | 11° in Ligat Ha'al  |
| Maccabi Haifa       | Haifa       | Stadio Sammy Ofer    | Campione di Israele |
| Maccabi Netanya     | Netanya     | Stadio Netanya       | 5° in Ligat Ha'al   |
| Maccabi Petah Tiqwa | Petah Tiqwa | Stadio HaMoshava     | 1° in Liga Leumit   |
| Maccabi Tel Aviv    | Tel Aviv    | Stadio Bloomfield    | 3° in Ligat Ha'al   |

## Allenatori e primatisti
| Squadra             | Allenatore       | Calciatore più presente | Cannoniere |
| ------------------- | ---------------- | ----------------------- | ---------- |
| Ashdod              | Eli Levy         |                         |            |
| Beitar Gerusalemme  | Yossi Abukasis   |                         |            |
| Bnei Sakhnin        | Slobodan Drapić  |                         |            |
| Hapoel Be'er Sheva  | Elyaniv Barda    |                         |            |
| Hapoel Gerusalemme  | Ziv Arie         |                         |            |
| Hapoel Hadera       | Nissim Avitan    |                         |            |
| Hapoel Haifa        | Ronny Levy       |                         |            |
| Hapoel Petah Tiqwa  | Ofer Tesselpepe  |                         |            |
| Hapoel Tel Aviv     | Michael Valkanis |                         |            |
| Maccabi Bnei Reineh | Sharon Mimer     |                         |            |
| Maccabi Haifa       | Messay Dego      |                         |            |
| Maccabi Netanya     | Ran Kojok        |                         |            |
| Maccabi Petah Tiqwa | Benyamin Lam     |                         |            |
| Maccabi Tel Aviv    | Robbie Keane     |                         |            |

## Stagione regolare

### Classifica finale
|  | Pos. | Squadra             | Pt | G  | V  | N  | P  | GF | GS | DR  |
|  | ---- | ------------------- | -- | -- | -- | -- | -- | -- | -- | --- |
|  | 1.   | Maccabi Tel Aviv    | 62 | 26 | 19 | 5  | 2  | 55 | 20 | +35 |
|  | 2.   | Maccabi Haifa       | 55 | 26 | 17 | 6  | 3  | 55 | 18 | +37 |
|  | 3.   | Hapoel Be'er Sheva  | 49 | 26 | 15 | 4  | 7  | 45 | 19 | +26 |
|  | 4.   | Hapoel Haifa        | 47 | 26 | 14 | 5  | 7  | 38 | 32 | +6  |
|  | 5.   | Maccabi Bnei Reineh | 34 | 26 | 8  | 10 | 8  | 27 | 26 | +1  |
|  | 6.   | Bnei Sakhnin        | 33 | 26 | 7  | 13 | 3  | 26 | 31 | -5  |
|  | 7.   | Hapoel Gerusalemme  | 31 | 26 | 8  | 7  | 11 | 28 | 33 | -5  |
|  | 8.   | Maccabi Petah Tiqwa | 30 | 26 | 8  | 6  | 12 | 31 | 48 | -17 |
|  | 9.   | Maccabi Netanya     | 28 | 26 | 8  | 4  | 14 | 29 | 41 | -12 |
|  | 10.  | Hapoel Hadera       | 28 | 26 | 8  | 4  | 14 | 21 | 38 | -17 |
|  | 11.  | Hapoel Tel Aviv     | 26 | 26 | 6  | 9  | 11 | 29 | 37 | -8  |
|  | 12.  | Beitar Gerusalemme  | 25 | 26 | 8  | 6  | 12 | 34 | 34 | +0  |
|  | 13.  | Ashdod              | 22 | 26 | 5  | 7  | 14 | 20 | 42 | -22 |
|  | 14.  | Hapoel Petah Tiqwa  | 19 | 26 | 3  | 10 | 13 | 20 | 39 | -19 |

Legenda:
      Ammesse ai play-off.
      Ammesse ai play-out.
Note:
Il Beitar Gerusalemme sconta 4 punti di penalizzazione.
Il Maccabi Haifa sconta 1 punto di penalizzazione.
Il Bnei Sakhnin sconta 1 punto di penalizzazione.
Regolamento:
Tre punti a vittoria, uno a pareggio, zero a sconfitta.
In caso di arrivo di due o più squadre a pari punti, la graduatoria finale viene stilata secondo la classifica avulsa tra le squadre interessate che prevede, nell'ordine, i seguenti criteri:
- differenza reti generale;
- numero di partite vinte;
- goal segnati;
- punti negli scontri diretti;
- differenza reti negli scontri diretti;
- goal segnati negli scontri diretti.

Qualora la parità persista, si ricorre ad uno spareggio.

## Play-off

### Classifica finale
|                    | Pos. | Squadra             | Pt | G  | V  | N  | P  | GF | GS | DR  |
| ------------------ | ---- | ------------------- | -- | -- | -- | -- | -- | -- | -- | --- |
| Israele (bandiera) | 1.   | Maccabi Tel Aviv    | 85 | 36 | 26 | 7  | 3  | 75 | 25 | +50 |
|                    | 2.   | Maccabi Haifa       | 74 | 36 | 23 | 7  | 6  | 75 | 28 | +47 |
|                    | 3.   | Hapoel Be'er Sheva  | 61 | 36 | 19 | 4  | 13 | 55 | 40 | +15 |
|                    | 4.   | Hapoel Haifa        | 59 | 36 | 18 | 5  | 13 | 48 | 47 | +2  |
|                    | 5.   | Maccabi Bnei Reineh | 44 | 36 | 11 | 11 | 14 | 38 | 44 | +6  |
|                    | 6.   | Bnei Sakhnin        | 44 | 36 | 10 | 15 | 11 | 39 | 46 | -7  |

Legenda:
      Campione d'Israele, ammessa alla UEFA Champions League 2024-2025.
      Ammesse alla UEFA Conference League 2024-2025.
Le squadre ripartono con gli stessi punteggi ottenuti durante la stagione regolare.
Note:
Tre punti a vittoria, uno a pareggio, zero a sconfitta.
In caso di arrivo di due o più squadre a pari punti, la graduatoria finale viene stilata secondo la classifica avulsa tra le squadre interessate che prevede, nell'ordine, i seguenti criteri:
- differenza reti generale;
- numero di partite vinte;
- goal segnati;
- punti negli scontri diretti;
- differenza reti negli scontri diretti;
- goal segnati negli scontri diretti.

Qualora la parità persista, si ricorre ad uno spareggio.

## Play-out

### Classifica finale
|       | Pos. | Squadra             | Pt | G  | V  | N  | P  | GF | GS | DR  |
| ----- | ---- | ------------------- | -- | -- | -- | -- | -- | -- | -- | --- |
|       | 7.   | Hapoel Gerusalemme  | 43 | 33 | 12 | 7  | 14 | 38 | 39 | -1  |
| [ 3 ] | 8.   | Maccabi Petah Tiqwa | 40 | 33 | 11 | 7  | 15 | 44 | 57 | -13 |
|       | 9.   | Maccabi Netanya     | 38 | 33 | 11 | 5  | 17 | 36 | 48 | -12 |
|       | 10.  | Ashdod              | 37 | 33 | 9  | 10 | 14 | 29 | 45 | -16 |
|       | 11.  | Beitar Gerusalemme  | 36 | 33 | 11 | 8  | 14 | 45 | 40 | +5  |
|       | 12.  | Hapoel Hadera       | 36 | 33 | 10 | 6  | 17 | 28 | 49 | -21 |
|       | 13.  | Hapoel Tel Aviv     | 33 | 33 | 8  | 10 | 15 | 35 | 51 | -16 |
|       | 14.  | Hapoel Petah Tiqwa  | 24 | 33 | 4  | 12 | 17 | 25 | 51 | -26 |

Legenda:
      Ammessa alla UEFA Europa League 2024-2025
      Retrocesse in Liga Leumit 2024-2025
Le squadre ripartono con gli stessi punteggi ottenuti durante la stagione regolare.
Note:
Tre punti a vittoria, uno a pareggio, zero a sconfitta.
In caso di arrivo di due o più squadre a pari punti, la graduatoria finale viene stilata secondo la classifica avulsa tra le squadre interessate che prevede, nell'ordine, i seguenti criteri:
- differenza reti generale;
- numero di partite vinte;
- goal segnati;
- punti negli scontri diretti;
- differenza reti negli scontri diretti;
- goal segnati negli scontri diretti.

Qualora la parità persista, si ricorre ad uno spareggio.